# ليتل ديفينتس
ليتل ديفينتس (بالإنجليزية: Little Deviants)‏ ، هي لعبة فيديو إلكترونية من نوع آركيد ، صدرت سنة 2011م في اليابان ، وفي سنة 2012م صدرت إلى الأسواق الأمريكية والأوروبية ، من تطوير شركة بيغ بيغ ستوديوز البريطانية.